# Edmonton Road Runners
Gli Edmonton Road Runners sono stati una squadra di hockey su ghiaccio dell'American Hockey League con sede nella città di Edmonton, nella provincia dell'Alberta. Disputarono solo la stagione 2004-2005 presso il Rexall Place, e furono affiliati alla franchigia degli Edmonton Oilers.

## Storia
Dopo la stagione 2003-04 gli Edmonton Oilers annunciarono il trasferimento dei Toronto Roadrunners a Edmonton, dove avrebbero giocato nell'arena degli Oilers, il Rexall Place. La squadra ebbe un successo di pubblico grazie al lockout che portò alla cancellazione dell'intera stagione di NHL, portando così i sostenitori degli Oilers a guardare le partite dei Road Runners.
Nonostante il successo la proprietà della franchigia comprese che dalla stagione successiva non sarebbero potute convivere nella stessa città due franchigia, perciò si cercò di trasferire la squadra dei Roadrunners a Saskatoon, in Saskatchewan, città già sede dei Saskatoon Blades della Western Hockey League. Tuttavia l'accordo non fu mai trovato e la franchigia rimase inattiva per le quattro stagioni successive, fino a quando nel 2010 fu annunciata ufficialmente la nascita degli Oklahoma City Barons.

### Affiliazioni
Nel corso della loro storia gli Edmonton Road Runners sono stati affiliati alle seguenti franchigie della National Hockey League:
- Edmonton Oilers: (2004-2005)

## Record stagione per stagione
| Stagione              | Division | Gare | V  | S  | P  | OTL | Punti | GF  | GS  | Piazzamento | Play-off |
| --------------------- | -------- | ---- | -- | -- | -- | --- | ----- | --- | --- | ----------- | -------- |
| Edmonton Road Runners |          |      |    |    |    |     |       |     |     |             |          |
| 2004-05               | North    | 80   | 32 | 33 | 11 | 4   | 79    | 201 | 223 | 6°          |          |

## Record della franchigia

### Carriera
Gol: 22  Tony Salmelainen,  Brad Winchester
Assist: 26  Kyle Brodziak
Punti: 46  Tony Salmelainen,  Raffi Torres
Minuti di penalità: 231  Rocky Thompson
Vittorie: 24  Tyler Moss
Media gol subiti: 2.63  Tyler Moss
Shutout: 5  Tyler Moss
Partite giocate: 80  Jeff Woywitka